# Lý Tùng
Lý Tùng (chữ Hán: 李松, ? – 25), người huyện Uyển, quận Nam Dương , là tướng khởi nghĩa Lục Lâm cuối đời Tân, đầu đời Đông Hán trong lịch sử Trung Quốc.

## Cuộc đời và sự nghiệp
Họ Lý ở huyện Uyển, quận Nam Dương đời đời là đại tộc buôn bán nổi tiếng. Lý Tùng là em họ của Lý Thông, về sau là khai quốc công thần nhà Đông Hán.
Năm 22, khởi nghĩa Lục Lâm nổ ra, Lý Thông và một người em họ khác là Lý Dật mưu tính tham gia. Dật tham gia khởi nghĩa ở Thung Lăng cùng anh em Lưu Diễn, Lưu Tú, còn Thông nổi dậy ở Uyển thất bại, bỏ trốn, sau đó tham gia nghĩa quân Lục Lâm ở trận Cức Dương. Sử cũ không nhắc đến Lý Tùng trong những hoạt động này, nhưng có lẽ ông đã tham gia. Tùng được biết đến lần đầu tiên là khi đang ở chức Thừa tướng tư trực, cùng Thân Đồ Kiến nhận lệnh tấn công Vũ Quan vào năm 23.
Được sự trợ giúp của nghĩa quân Vu Khuông, Đặng Diệp, nghĩa quân Lục Lâm vượt qua Vũ Quan. Vào lúc bọn Tùng, Diệp đến Hoa Âm, các cánh nghĩa quân lân cận Trường An đã đến dưới thành .
Đầu tháng 9 ÂL, Trường An thất thủ, Vương Mãng bị giết. Tháng giêng năm 24, Thân Đồ Kiến, Lý Tùng đón Canh Thủy đế dời đô từ Lạc Dương về Trường An . Lý Tùng cùng Triệu Manh thuyết phục đế phong vương cho tất cả công thần, chỉ có Chu Vĩ phản đối; Tùng được làm Thừa tướng, cùng Manh nắm nội chính .
Tháng giêng ÂL năm 25, Phương Vọng, Cung Lâm đưa Nhụ tử Anh lên ngôi ở Lâm Kính, Tùng nhận lệnh tiến đánh, phá được, giết Nhũ tử Anh và bọn Vọng, Lâm . Tháng 3 ÂL, Tùng nhận lệnh đón đánh nghĩa quân Xích Mi ở Mão Hương, đại bại, mất hơn 3, 4 vạn người . Sau đó Tùng nhận lệnh đóng quân ở Cảo .
Chính quyền Canh Thủy phát sinh nội loạn, Canh Thủy đế chạy ra Tân Phong nương nhờ Triệu Manh. Tùng từ Cảo quay về, cùng Manh hợp quân, tiến đánh bọn Trương Ngang, Vương Khuông. Đôi bên giao chiến hơn 1 tháng, bọn Ngang, Khuông thua chạy, đế trở vào Trường An .
Nghĩa quân Xích Mi tấn công Trường An, Tùng ra đánh, thua trận bị bắt. Nghĩa quân hứa hẹn với em Tùng là Thành môn hiệu úy Lý Phiếm rằng: nếu mở cửa thành thì ông được tha chết; vì thế Phiếm lập tức mở cửa  . Tuy nhiên, Tùng vẫn bị nghĩa quân Xích Mi sát hại .

## Khảo chứng
1. ^  Hậu Hán thư quyển 15, liệt truyện 5 – Lý Thông truyện: Lý Thông, tự Thứ Nguyên, người Uyển, Nam Dương. Đời đời là dòng họ nổi tiếng nhờ buôn bán...
2. ^  Tư trị thông giám quyển 39 – Hán kỷ 31: Canh Thủy khiển Định quốc thượng công Vương Khuông đánh Lạc Dương, Tây Bình đại tướng quân Thân Đồ Kiến, Thừa tướng tư trực Lý Tùng đánh Vũ Quan, Tam Phụ chấn động. Người huyện Tích là Đặng Diệp, Vu Khuông khởi binh ở Nam Hương để ứng Hán, đánh Vũ Quan đô úy Chu Manh, Manh hàng; tiến đánh Hữu toại đại phu Tống Cương, giết ông ta; tây bạt (huyện) Hồ... Mãng bái tướng quân 9 người, đều lấy Hổ làm hiệu, đem bắc quân tinh binh mấy vạn người để đông tiến, nạp vợ con họ trong cung để làm con tin. Khi ấy trong tỉnh còn hơn 60 vạn cân hoàng kim, tài vật khác tương đương, Mãng càng yêu chúng, tứ sĩ nhân của 9 hổ 4000 tiền; mọi người rất oán, không có đấu ý. 9 hổ đến Hồi Khê thuộc Hoa Âm, cự ải tự thủ. Vu Khuông, Đặng Diệp đánh họ, 6 hổ bại tẩu; 2 hổ đến khuyết chịu chết, Mãng sử sứ trách sao còn chưa chết, đều tự sát; còn 4 hổ bỏ đi. 3 hổ thu tán tốt bảo vệ Kinh Sư Thương thuộc Vị Khẩu. Đặng Diệp mở Vũ Quan nghênh Hán binh. Lý Tùng đem hơn 3000 người đến Hồ, cùng bọn Diệp chung đánh Kinh Sư Thương, chưa hạ được. Diệp lấy Hoằng Nông duyện Vương Hiến làm hiệu úy, đem mấy trăm người bắc độ sông Vị, vào địa giới tả Phùng Dực. Lý Tùng khiển bọn Thiên tướng quân Hàn Thần đi tắt tây tiến đến Tân Phong kích phá Ba thủy tướng quân của Mãng, truy bôn đến Trường Môn cung. Vương Hiến bắc tiến đến Tần Dương, nơi nào đi qua cũng nghênh hàng. Họ lớn các huyện đều khởi binh, xưng Hán tướng. Lý Tùng, Đặng Diệp dẫn quân đến Hoa Âm, còn nghĩa quân gần Trường An đã tụ họp dưới thành.
3. ^  Tư trị thông giám quyển 39 – Hán kỷ 31: Thân Đồ Kiến, Lý Tùng tự Trường An nghênh Canh Thủy thiên đô. Tháng 2, Canh Thủy rời Lạc Dương.
4. ^  Tư trị thông giám quyển 39 – Hán kỷ 31: Lý Tùng cùng người Cức Dương là Triệu Manh thuyết Canh Thủy nên phong vương cho tất cả công thần; Chu Vĩ tranh luận, dựa vào ước định của Cao Tổ, không phải họ Lưu thì không được phong vương... Lấy Lý Tùng làm thừa tướng, Triệu Manh làm Hữu đại tư mã, cùng nắm nội nhiệm.
5. ^  Tư trị thông giám quyển 40 – Hán kỷ 32: Xuân, tháng giêng, Phương Vọng với người An Lăng là Cung Lâm cùng lập Tiền Định An công Anh làm thiên tử, tụ đảng vài ngàn người, cư Lâm Kính. Canh Thủy khiển bọn thừa tướng Tùng kích phá, đều chém được.
6. ^  Tư trị thông giám quyển 40 – Hán kỷ 32: Tháng 3, Canh Thủy khiển thừa tướng Tùng cùng Xích Mi chiến ở Mão Hương, bọn Tùng đại bại, chết hơn 3, 4 vạn người. Xích Mi bèn chuyển sang bắc tiến đến Hồ.
7. ^  Tư trị thông giám quyển 40 – Hán kỷ 32: Trương Ngang với chư tướng bàn rằng: "Xích Mi sớm tối sẽ đến, (Trường An) sẽ mất không lâu nữa, không bằng cướp bóc Trường An, đông quy Nam Dương; việc nếu không xong, lại vào ao hồ làm đạo tặc!" Bèn cùng vào, thuyết phục Canh Thủy; Canh Thủy giận không đáp ứng, không dám nói nữa. Canh Thủy sử Vương Khuông, Trần Mục, Thành Đan, Triệu Manh đồn trú Tân Phong, Lý Tùng đóng quân ở Cảo, để cự Xích Mi. Trương Ngang, Liêu Trạm, Hồ Ân, Thân Đồ Kiến với Ngôi Hiêu hợp mưu, muốn lấy buổi cúng tế ngày lập thu cùng bắt Canh Thủy, cùng hoàn thành kế trước. Canh Thủy biết được, thác bệnh không ra, triệu bọn Trương Ngang vào, muốn tru cả đi, chỉ có Ngôi Hiêu xưng bệnh không vào. Gặp lúc khách là bọn Vương Tuân, Chu Tông lặc binh tự thủ. Canh Thủy hồ nghi không quyết, Ngang, Trạm, Ân nghi có biến, bèn đột xuất. Một mình Thân Đồ Kiến ở lại, Canh Thủy chém Kiến, sử Chấp kim ngô Đặng Diệp đem binh vây phủ đệ của Ngôi Hiêu. Ngang, Trạm, Ân lặc binh thiêu cửa, vào chiến trong cung, Canh Thủy đại bại. Hiêu cũng phá vây, chạy về Thiên Thủy. Sáng hôm sau, Canh Thủy đông bôn đến chỗ Triệu Manh ở Tân Phong. Canh Thủy lại nghi Vương Khuông, Trần Mục, Thành Đan với bọn Trương Ngang đồng mưu, đều triệu vào; Mục, Đan đến trước, lập tức chém họ. Vương Khuông sợ, đem binh vào Trường An, cùng bọn Trương Ngang hợp... Lý Tùng tự Cảo dẫn binh về, theo Canh Thủy với Triệu Manh cùng đánh Vương Khuông, Trương Ngang ở Trường An. Liên tiếp chiến hơn tháng, bọn Khuông bại tẩu, Canh Thủy đồ cư Trường Tín cung... Xích Mi đến Cao Lăng, bọn Vương Khuông, Trương Ngang nghênh hàng, rồi cùng liên binh tiến đánh cửa Đông Đô. Lý Tùng xuất chiến, Xích Mi bắt sống Tùng. Em Tùng là Huống làm Thành môn hiệu úy, mở cửa cho họ vào.
8. ^  Hậu Hán thư quyển 11, liệt truyện 1 – Lưu Huyền truyện: Canh Thủy thủ thành, sử Lý Tùng xuất chiến, bại, chết hơn 2000 người, Xích Mi bắt sống Tùng. Khi ấy em Tùng là Phiếm làm Thành môn hiệu úy, Xích Mi sử sứ nói với ông ta rằng: "Mở cửa thành, anh mày được sống." Phiếm lập tức mở cửa.
9. ^  Hậu Hán thư quyển 15, liệt truyện 5 – Lý Thông truyện: Canh Thủy thất bại, Lý Tùng chiến tử.